# Гарлем (Монтана)
Гарлем (англ. Harlem) — місто (англ. city) в США, в окрузі Блейн штату Монтана. Населення — 769 осіб (2020).
Гарлем було засноване як залізнична станція на Великий північній залізниці. Місто є третім за величиною поселенням округу Блейн. Жителі Гарлема зайняті переважно в сільському господарстві і на транспортному центрі.

## Географія
Гарлем розташований за координатами 48°31′55″ пн. ш. 108°47′5″ зх. д. / 48.53194° пн. ш. 108.78472° зх. д. (48.531921, -108.784749).  За даними Бюро перепису населення США в 2010 році місто мало площу 1,11 км², уся площа — суходіл.

## Демографія
Згідно з переписом 2010 року, у місті мешкало 808 осіб у 307 домогосподарствах у складі 204 родин. Густота населення становила 725 осіб/км².  Було 359 помешкань (322/км²).
Расовий склад населення:
| - 52,2 % — корінних американців - 42,1 % — білих - 0,1 % — вихідців з тихоокеанських островів |

До двох чи більше рас належало 5,4 %. Частка іспаномовних становила 4,0 % від усіх жителів.
За віковим діапазоном населення розподілялося таким чином: 28,6 % — особи молодші 18 років, 54,4 % — особи у віці 18—64 років, 17,0 % — особи у віці 65 років та старші. Медіана віку мешканця становила 36,6 року. На 100 осіб жіночої статі у місті припадало 82,8 чоловіків;  на 100 жінок у віці від 18 років та старших — 80,9 чоловіків також старших 18 років.
Середній дохід на одне домашнє господарство  становив 46 086 доларів США (медіана — 36 000), а середній дохід на одну сім'ю — 57 415 доларів (медіана — 44 375). Медіана доходів становила 30 313 долари для чоловіків та 32 500 доларів для жінок. За межею бідності перебувало 25,0 % осіб, у тому числі 27,2 % дітей у віці до 18 років та 16,8 % осіб у віці 65 років та старших.
Цивільне працевлаштоване населення становило 381 осіб. Основні галузі зайнятості: освіта, охорона здоров'я та соціальна допомога — 37,3 %, публічна адміністрація — 11,8 %, будівництво — 11,8 %.